# Инхалант
Инхалантите са голяма група от вещества, които се вдишват (инхалират), използват се за променяне на съзнанието, опияняване, получаване на халюцинации. Някои от тях се използват в медицината, като обезболяващи (напр. райски газ), други са най-обикновени вещества използвани в бита и ежедневието, лепила, бензин, ацетон и др. разтворители.
Поради лесния достъп до тях се използват най-често от деца, тийнейджъри или от лица лишени от свобода и бездомници. В повечето случаи се вдишват от торба, като субстанцията се поставя вътре. Ефектите варират от опиянение, смях, еуфория до звуково-визуални, реалистични халюцинации при които не се прави разлика между въображение и действителност. Безконтролното използването на инхаланти с немедицинска цел е опасно за организма, тъй като, може да доведе до задушаване или инфаркт.